# عبد المجيد الدغستاني
عبد المجيد الداغستاني (1974 - 7 سبتمبر 2008) من سكان مقاطعة كازاتالسكي في أذربيجان، وتولى إمارة جماعة الشريعة في داغستان بعد استشهاد رباني خليلوف في عام 2007 م. أصبح قائد لجبهة داغستان بإمارة القوقاز الإسلامية بأمر من دوكو عمروف، ودامت مدة جهاده أكثر من 10 سنوات، قُتل في شهر رمضان 1429 هـ، الموافق الإثنين 7 سبتمبر 2008 بعد عودته من أذربيجان.